# Herbert Marcuse
Herbert Marcuse (Berlin, Njemačka, 19. srpnja 1898. – Starnberg, Njemačka, 29. srpnja 1979.) bio je njemački neomarksistički filozof, sociolog i politički teoretičar, povezan s Frankfurtskom školom kritičke teorije. Za života držan je za utemeljitelja "Oca nove ljevice" njegova najpoznatija djela su Eros i civilizacija, Čovjek jedne dimenzije i Estetska dimenzija.

## Životopis

### Mladost
Herbert Marcuse odrastao je u Berlinu u židovskoj obitelji, otac Carl Marcuse i majka Gertrud Kreslawsky. Tijekom prvog svjetskog rata je unovačen 1916. u konjicu, ali je rat uglavnom proveo u Berlinu. Sudjelovao je u neuspjelom socijalističkom Spartakovskom ustanku, kao član vojničkog vijeća.  Nakon tog se posvetio studiju, te je 1922. obranio svoju doktorsku dizertaciju na Sveučilištu u Freiburgu o njemačkom umjetničkom romanu, nakon toga radi u Berlinu (izdavaštvo). Ženi se s matematičarkom Sophie Wertheim 1924. Vraća u Freiburg 1928. na studij s Edmundom Husserlom i kako bi napisao svoju habilitaciju s Martinom Heideggerom, koja je objavljena 1932. kao Hegelova ontologija i teorija historicizma. Ova studija je napisana na valu neohegelijanske renesanse koja se tad odvijala u Europi s naglaskom na Hegelovu ontologiju života i povijesti, idealističku teoriju duha i dijalektiku. Kad je uvidio da će mu akademsku karijeru zaustaviti rast Trećeg Reicha, Marcuse se pridružio Frankfurtskom Institutu za društvena istraživanja, koji mu je postao jedino utočište.
Marcuse je 1933. objavio svoje prvo veće djelo, osvrt na Marxove Ekonomsko-filozofske rukopise iz 1844. U svom ogledu, Marcuse je revidirao klasično tumačenje marksizma, i približio svoja stajališta djelu ranog Marxa. Ovo djelo pomoglo mu je da ga filozofska javnost prepozna kao jednog od najperspektivnijih teoretičarara svoje generacije.
Kao član Franfurtskog instituta za društvena istraživanja, Marcuse je razvio model za kritičku društvenu teoriju, iznio teoriju o novoj fazi države i monopolističkog kapitalizma. U sklopu te teorije opisao je odnos između filozofije, socijalne teorije i kritike kulture, i naslutio rađanje fašizma kojeg je također vrlo kritički analizirao.

### Odlazak u Sjedinjene Američke Države
Kad je uvidio kako će se u Njemačkoj društvo razvijati, Marcuse je emigrirao u Sjedinjene Američke Države 1934., državljanstvo je dobio 1940. Nakon iseljenja, nikad više nije živio u Njemačkoj, ali je i nadalje ostao povezan s Frankfurtskom školom, te je uz Maxa Horkheimera i Theodora Adorna bio jedan od glavnih njezinih teoretičara. Godine 1940. objavio je djelo Razum i revolucija, dijalektičku studiju djela Hegela i Marxa.
Tijekom Drugog svjetskog rata Marcuse je isprva radio za Američki ured za ratne informacije (OWI) na projektu anti-nacističke propagande. 
Nakon toga prelazi 1943. godine u Ured za strategijsko planiranje (OSS), prethodnika CIAe. Bavio se istraživanjem nacističke Njemačke i problemom denacifikacije njemačkog društva. Nakon raspuštanja OSS-a 1945., Marcuse se zapošljava u Američkom sekretarijatu  za vanjske poslove kao voditelj sekcije  za Srednju Europu, tu radi sve do smrti svoje prve žene 1951., nakon tog se povlači u mirovinu.
Od 1952. započinje karijeru sveučilišnog nastavnika, vodi katedre političke teorije, isprva na newyorkškom Sveučilištu Kolumbija, a zatim na Sveučilištu Harvard, Sveučilištu Brandeis (1958. – 1965. katedre filozofije i politike) te kao posljednje na Sveučilištu Kalifornija u San Diegu.
U cijelom poslijeratnom razdoblju, Marcuse se i nadalje deklarirao kao pripadnik političke ljevice i član Frankfurtske škole, dapače nije se libio naglašavati da je marksistički mislioc, socijalističke orijentacije, ali i slijedbenik hegelijanske škole filozofije.
Marcuse je nastavio s kritikom kapitalističkog društva, osobito je bila zapažena njegova sinteza Marxa i Freuda, Eros i civilizacija iz 1955., kao i njegove knjiga iz 1964. Čovjek jedne dimenzije, u kojoj je iznio sumnje u moć studentskih pokreta iz 1960. Kako je unatoč poodmakloj dobi uvijek bio spreman odazvati se i govoriti na tada brojnim studentskim prosvjedima, Marcuse je ubrzo prozvan  "Ocem nove ljevice u Sjedinjenim Državama", na kraju Marcuse je i naglasio da su studenti i mladi ona snaga koja može iznijeti novu revoluciju, da to više nisu radnici, jer da više nema klasičnog proleterijata u plavim kutama, već je to konzervativno novo radništvo u bijelim ovratnicima. Marcuse je bio osobito popularan 1970-ih i snažno je utjecao na intelektualnu publiku širom svijeta i znanstvenike koji su tad stali istraživati popularnu kulturu. Jako je puno putovao i govorio po Americi i Europi, kasnih 1960-ih i 1970-ih. Osobito se angažirao u obrani istočnonjemačkog disidenta Rudolfa Bahra (autora knjige Alternativa u Istočnoj Europi), zbog tog (ali i ne samo zbog tog) je Marcuse podozrivo priman od strane tvrdih komunista koji su njemu uvijek gledali samo - kukavičje jaje, velikog brbljavca koji otupljuje ideološku borbu i vodi je u stranputicu.

### Nova ljevica i radikalna politika
Mnogi mladi intelektualci i radikalni mislioci, bili su pod velikim utjecajem Marcusea, poput Angele Davis, Abbieja Hoffmana, Rudija Dutschkea i Roberta M. Younga. Ali je imao i svoje kritičare, s lijeva su ga napadali američka komunistička spisateljica Raja Dunayevskaya i njemački emigrant i komunistički spisatel Paul Mattick, obojoje zbog teza iznijetih u knjizi Čovjek jedne dimenzije, osobito za one dijelove u kojima je kritizirao tradicionalni marksizam. Marcuse je i kasnije doživljavao i kritike s desna, osobito poslije eseja iz 1965. Represivna tolerancija, u kojoj je iznio tvrdnju da tradicionalana kapitalistička demokratska društva imaju totalitarne aspekte, te ih naziva "režimima". Marcuse se stoga zalaže za drugačiju, represivnu toleranciju, gdje će se toleriranjem ljevičarskih i netolerancijom prema desničarskim stavovima i politikama omogućiti društvo s jednom drugačijom, oslobađajućom vrstom tolerancije; ako ljevica negdje dođe na vlast, ona mora primijeniti odlučnu represiju kako bi se spriječilo formiranje neke subverzivne većine u narodu, koja bi htjela povratak desničarskih politika.
Njegovo posljednje djelo bilo je Estetska dimenzija iz 1979. o ulozi visoke umjetnosti u procesu emancipacije od buržoaskog društva.

### Obiteljski život i smrt
Marcuse se ženio tri puta. Njegova prva žena bila je matematičarka Sophie Wertman (1901. – 1951.), potom se oženio s udovicom bliskog prijatelja Franza Neumanna, Inge Neumann (1910. – 1972.). Njegova treća supruga, bila je njegova bivša studentica Erica Sherover (1938. – 1988.), četrdeset godina mlađa od njega.
Deset dana nakon svog 81 rođendana, Marcuse je umro 29. srpnja 1979., tijekom svog posjeta Frankfurtskoj školi. 

### Marcuse i kapitalizam
Analiza kapitalizma koju je razvio Marcuse djelomično proizlazi iz jednog od Marksovih glavnih pojmova: objektivizacije., koja u kapitalizmu postaje otuđenje. Marks je čvrsto vjerovao da kapitalizam iskorištava ljude, tako da predmeti proizvedeni od strane radnika postaju otuđeni i tako na kraju i dehumanizirani. Marcuse je ovo Marxovo uvjerenje bitno proširio. On je tvrdio da kapitalizam i industrijalizacija pritišće na radnike tako teško da oni sami sebe vide kao objekte stvari koje su proizveli. Na početku svoje slavne Čovjek jedne dimenzije Marcuse piše: "Ljudi se prepoznaju u svom standardu, njihova duša je u njihovim automobilima, stereo uređajima, dvoetažnim kućama, kuhinjskoj opremi"; što konzekventno znači da u kapitalizmu (u potrošačkom društvu) ljudi postaju proširena roba koju sami stvaraju.

## Najvažnija djela
- Borba protiv liberalizma u totalitarnim društvima  (1934)
- Um i revolucija (1941)
- Eros i Civilizacija (1955)
- Sovjetski marksizam: Kritička analiza (1958)
- Čovek jedne dimenzije (1964)
- Represivna tolerancija (1965)
- Negacija (1968)
- Esej o oslobođenju (1969)
- Kontrarevolucija i Revolt (1972)
- Studije o kritičkoj filozofiji (1973)
- O problemu dijalektike (1976)
- Estetska dimenzija (1978)

## Vanjske poveznice
- Službene stranice Herberta Marcusea (stranice uređuje unuk Marcusea)
- Međunarodna udruga Herbert Marcuse
- "Herbert Marcuse (on-line) Archive" na stranicama Marksističke internetske arhive
- "Marcuse: profesor iza studentske pobune 1960-ih", na portalu worldsocialism.org